# Ministério do Interior (Uruguai)
| Ministerio del Interior                       |                 |
| Mercedes 993, Montevidéu www.minterior.gub.uy |                 |
| Criação                                       | 1943            |
| Atual ministro                                | Jorge Larrañaga |

O Ministério do Interior (espanhol : Ministerio del Interior), é um Ministério do Uruguai, liderado atualmente pelo ministro Jorge Larrañaga. Está destinado a vigilar e garantir a segurança pública, bem como a defesa e o respeito aos direitos humanos, no país. O Corpo Policial do Uruguai, assim como o Corpo de Bombeiros e a Emissão de documentos pessoais, como a cédula de identidade, etc., também estão a cargo desta pasta.